# Ética de los biobancos
"La ética de los biobancos" se refiere a la ética relacionada con todos los aspectos de los biobancos. los temas examinados en el campo de la ética de los bancos biológicos son casos especiales de ética de la investigación clínica.

## Sinopsis de los problemas
La tabla a continuación muestra muchas de las mayores controversias relacionadas con los bancos biológicos. La tabla menciona un problema, luego describe un punto en el que hay un consenso y un aspecto con ese mismo punto para el cual no existe consenso.
| Comercialización                                      | Los biobancos, sirven para intereses públicos, privados, comerciales y no comerciales.                                                             | ¿Cómo podrían las políticas establecer pautas balanceadamente justas para los intereses privados, comerciales y no comerciales? |             |
| Comercialización                                      | Los biobancos, sirven para intereses públicos, privados, comerciales y no comerciales.                                                             | ¿Quién posee las muestras biológicas y los datos derivados de los mismos? |             |
| Comercialización                                      | Los biobancos, sirven para intereses públicos, privados, comerciales y no comerciales.                                                             | Cuando los biobancos y proyectos relacionados con los fondos públicos, el resultado beneficiará a la industria privada. ¿Hasta qué punto es satisfactorio este resultado? (Justicia Social). También podría socavar la confianza pública en proyectos de los biobancos. |             |
| Comercialización                                      | Los biobancos, sirven para intereses públicos, privados, comerciales y no comerciales.                                                             | Esto podría desvirtuar la agenda en favor de las investigaciones de los proyectos que son más rentables, en detrimento de aquellos que son necesarios pero no tan rentables.                                                                                            |             |
| Discriminación, incluyendo la discriminación genética | Los biobancos deben prevenir que la comunidad de donantes se enfrente a la discriminación como resultado de participar en proyectos de esta índole | La investigación revela que la publicación de la información privada, causaría la discriminación De los participantes. ¿Qué responsabilidad tienen los biobancos para mitigar el problema?                                                                              |             |
| Discriminación, incluyendo la discriminación genética | Los biobancos deben prevenir que la comunidad de donantes se enfrente a la discriminación como resultado de participar en proyectos de esta índole | Los participantes podrían difundir su información debido a la participación en los biobancos y subsecuentemente enfrentar la discriminación ¿Qué responsabilidad tiene los biobancos para mitigar el problema?                                                          |             |
| Consentimiento informado                              | Los donantes de los biobancos necesitan un proceso de consentimiento ajustado específicamente para los biobancos.                                  | ¿Qué amplitud debe tener este consentimiento? | [ 2 ]       |
| Junta de revisión institucional                       | Sería bueno tener un sistema de gobernación robusto antes de crear los biobancos                                                                   | ¿Cómo se diseñaría un buen sistema de gobernación? |             |
| Junta de revisión institucional                       | La institución que revise los biobancos debería ser independientes de los biobancos.                                                               | ¿Dónde deben situarse los controles y contrapesos? |             |
| Junta de revisión institucional                       | Una organización individual necesita apoyo multinacional para realizar investigaciones internacionales.                                            | ¿Quién debe tomar el control cuando la investigación cubre distintos países con distintos sistemas legales y distinta consideración de los derechos de las personas? |             |
| Privacidad para los participantes en la investigación | Deberían anonimizarse suficientemente las muestras de los donantes.                                                                                | Una muestra, por naturaleza, incluye datos sobre el donante: ¿cuánta anonimización hace falta? | [ 3 ] [ 4 ] |
| Privacidad para los participantes en la investigación | Los donantes tienen algún derecho a obtener los resultados                                                                                         | ¿Cómo se devuelven los resultados a los donantes anónimos? | [ 3 ] [ 5 ] |
| Privacidad para los participantes en la investigación | Los donantes tienen el derecho de retirarse de la investigación.                                                                                   | Las muestras pueden ser destruidas, pero ¿hasta qué punto deben ser retirados los datos anónimos que ya han sido compartidos? | [ 5 ]       |
| Privacidad para los participantes en la investigación | Los datos derivados de las muestras deben ser compartidos.                                                                                         | ¿Quién tiene acceso y cuánto? |             |
| Privacidad para los participantes en la investigación | Los cambios en la tecnología dificultan a los investigadores el poder decir lo segura que es la información de los participantes.                  | ¿Qué protección se puede prometer? | [ 6 ]       |
| Devolución de resultados                              | Los donantes tienen derecho a conocer el propósito de un biobanco y cuáles son los resultados que genera                                           | ¿Cuándo los donantes deben compartir información general? y, ¿cuándo lo hace cada donante tiene un derecho personal a la información personal? |             |
| Consulta pública                                      | Todo el mundo quiere que los investigadores y la comunidad trabajen juntos                                                                         | ¿Qué recursos se deben gastar haciendo divulgación, y la cantidad de participación quiere la comunidad, y qué papel debe tener la comunidad? |             |
| Consulta pública                                      | Las comunidades deben participar en la redacción de leyes, normas y políticas para la investigación.                                               | ¿Cómo se puede alentar a las comunidades a participar, que representa a la comunidad, y la cantidad de participación debería haber? |             |
| Consulta pública                                      | Los pacientes deben participar cuando hay una investigación sobre las enfermedades.                                                                | Cuando la gente está desesperada a causa de una enfermedad, en ¿qué medida pueden participar de forma equitativa sin sentir la obligación de apoyar la investigación?                                                                                                   |             |
| Consulta pública                                      | Las comunidades que donen muestras a un biobanco deben tener participación especial en su biobanco.                                                | ¿Qué tipo de participación? |             |
| Compartir los recursos                                | La eficiencia de la investigación aumenta en gran medida cuando se comparten los recursos.                                                         | ¿Cómo deben los beneficiarios compartir los costos? Esto es especialmente problemático cuando un biobanco es un recurso nacional y otro país quiere tener acceso a él                                                                                                   |             |
| Compartir los recursos                                | Los resultados de estudios deben ir a la audiencia más amplia posible.                                                                             | ¿Cuándo debe ocurrir esto y de qué manera? ¿Se pueden liberar los resultados con licencia de uso comercial? |             |

## Privacidad para participantes de investigación
Existe un amplio consenso acerca de que cuando una persona dona una muestra para investigación, desde ese momento esta persona tiene el derecho a la privacidad. Para este fin, los investigadores balancean la necesidad de que las muestras sean anónimas o des-identificadas a partir de la información de salud protegida con necesidad de tener acceso a los datos sobre la muestra de manera que los investigadores puedan usar la muestra sin conocer la identidad del donante. En los Estados Unidos, por ejemplo, la Oficina para la Protección de Sujetos Humanos de Investigación usualmente ofrece un sistema tradicional en el que los datos del sistema que podría identificar a un participante, se codifica y se almacena en otro lugar lejos de los datos, es clave que podrían descifrar las identidades en circunstancias especiales cuando sea necesario fuera de la investigación habitual. Donde se puede identificar si un participante tiene código, y así ser almacenado en otro sitio lejos de la información importante la cual puede descifrar las identidades en circunstancias especiales donde es requerido fuera de forma usual en una investigación.
Las complicaciones que surgen en muchas situaciones, tales como cuando la identidad del donador es revelado o cuando los investigadores quieren ponerse en contacto con el donador de la muestra. Las identidades de los donadores puede ser revelada si la información y la llave que la descifra no son seguros, pero es más probable, con conjuntos de datos ricos de la identidad de los donantes que puede ser determinada sólo con algunos fragmentos de información que se pensaban no estar relacionadas con inquietar la anonimidad antes de la llegada de las comunicaciones informatizadas.
Entre las preocupaciones que los participantes de los biobancos han expresado tener son el dar información personal a los investigadores y que esta información pueda ser usada en su contra de alguna forma.
Los científicos han demostrado que muchos de los casos en los que se eliminaron los nombres de los participantes a partir de datos, los datos todavía contenían suficiente información para hacer la identificación de los posibles participantes. Esto se debe a que los métodos históricos de la protección confidencial y la anonimidad han resultado obsoleto cuando de forma radical más bases de datos detallados resultan disponibles. Otro problema es que incluso pequeñas cantidades de datos genéticos, como un registro de 100 polimorfismos de nucleótido único, puede identificar de forma única a alguien.
Ha habido problemas para decidir qué garantías deben estar en su lugar para almacenar los datos de investigación médica. En respuesta, algunos investigadores han hecho esfuerzos para describir lo que constituye la seguridad y de reconocer lo que la información aparentemente anónimos se puede utilizar para identificar a los donantes.

## Propiedad de las muestras
Cuando una persona dona una muestra a un investigador, no es fácil describir lo que el participante está donando porque la propiedad de la muestra representa más derechos que el control físico sobre la muestra.
Los propios ejemplares tienen un valor comercial, y así también los productos de investigación realizadas a partir de muestras. Los fundamentos de las investigaciones benefician incluyendo a todos los sectores gubernamentales, sin fines de lucro, y comerciales, y estos sectores no se beneficiarán por igual. Las muestras pueden estar sujetos a patentados biológicos o los resultados de la investigación de especímenes de experimentación pueden llevar al desarrollo de productos donde algunas entidades poseerán. El alcance al cual el donador de la muestra puede llegar a restringir la forma como su muestra es utilizada es cuestión de debate.
Algunos investigadores argumentan de que las muestras y los datos deben ser de propiedad pública. Otros investigadores dicen que al pedir donaciones y poniendo una marca en el proceso como altruista de las entidades organizadoras de investigación del biobanco están evitando así preguntas éticas difíciles en las cuales los participantes y los investigadores deben entrar.

## Devolución de resultados
Existe un amplio consenso en torno a que si los participantes de investigaciones tienen derecho a conocer los resultados de los estudios en los que han participado para que puedan conocer el alcance en el que su participación ha beneficiado los resultados de su comunidad. el derecho a justicia en el Reporte de Belmont es parte de esta idea  a pesar del consenso los investigadores deben devolver algún tipo de información a las comunidades, y las opiniones y prácticas de los investigadores en el campo varían ampliamente
La devolución de resultados puede ser problemática por muchas razones, como el aumento en la dificultad de rastrear a los participantes que han donado con el paso del tiempo, el conflicto con el derecho de privacidad de los participantes, la incapacidad de los investigadores de explicar significativamente los resultados científicos a los participantes, el desinterés general de los participantes en estudiar los resultados y decidir lo que constituye una declaración de los resultados.
Si las pruebas genéticas se han realizado, entonces los investigadores podrían tener información saludable acerca de los participantes, pero en muchas casos no se tiene contemplado un espacio en el que se le comparta información derivada de estas muestras a los participantes

## Consentimiento informado
Debido a que donar una muestra involucra la consideración de muchos factores, diferentes personas tendrán diferentes niveles de comprensión sobre que están haciendo en el momento en el que donan una muestra, debido a que es difícil explicar cada factor a cada persona, los problemas de proveer consentimiento informado siempre salen a relucir cuando los investigadores toman las muestras.
Un problema especial que sucedió históricamente en los bancos biológicos con los consentimiento informado, previo a la llegada de los bancos biológicos, los investigadores pedían a los donantes una muestra bajo consentimiento para participar en un único estudio, y daban a los participantes información acerca de este estudio. en el sistema de biobanco, el investigador puede tener muchas muestras recolectadas a lo largo de los años, y luego de varios años de que el donante diera la muestra, el investigador puede comenzar otro estudio usando estas muestras pero en esta forma no hay manera de darle información a los donantes acerca del estudio ni tampoco recolectar su consentimiento. Este problema fue identificado ampliamente en una publicación de 1995 donde un artículo con este tema fue publicado.
Muchas personas tienen la oportunidad de donar muestras para investigaciones médicas en el curso de un tratamiento regular, pero existen problemas éticos en tener esta petición de muestras del médico de cabecera
Donantes de los bancos biológicas frecuentemente no tienen una buena comprensión del concepto de biobanco o de las implicaciones de donar muestras.